# Karl Mosheimer
Karl Mosheimer (Wenen, 9 juli 1895 – aldaar, 21 november 1962) was een Oostenrijks componist, arrangeur en trombonist.

## Levensloop
Na zijn muziekstudie was Mosheimer als trombonist bezig in diverse opera- en theaterorkesten in Wenen. Later werkte hij als solotrombonist in het orkest van de Weense Staatsopera. Als arrangeur en componist schreef hij vele werken voor harmonieorkest.

## Composities

### Werken voor orkest
- 1953 Alles tanzt Polka, selectie
- 1959 rev.1961 Bunte Laternen, karakterstuk
- Achtung - Start

### Werken voor harmonieorkest
- 1937 rev.1955 Bergblumen, wals
- 1941 Zirkusleben, galop
- 1952 Walzer ist Trumpf
- 1953 Alles tanzt Polka, selectie
- 1953 Herz ist Trumpf, walsselectie
- 1953 Sommerluft, ouverture
- 1958 Sekt-Perlen, walsintermezzo voor trombone solo en harmonieorkest
- 1959 rev.1961 Bunte Laternen, karakterstuk
- 1960 Mein teures Heimatland, mars
- Achtung - Start
- Aus der Heimat
- Bärli tanzt, voor eufonium solo en harmonieorkest
- Ballzauber, ouverture
- Bimbos Traum, voor eufonium solo en harmonieorkest[1]
- Birken im Wind
- Blasteufelchen, voor trombone solo en harmonieorkest
- Blunzen-Ländler
- Carl Millöcker-Marsch
- Carl Zeller-Marsch
- Das Spatzenpärchen, polka
- Der Schneidige Bua, mars
- Der Tüpfelreiter, voor trombone solo en harmonieorkest
- Der Witzbold, galop
- Die lustigen Buam, voor harmonieorkest
- Die lustigen Hochzeiter, Ländler
- Einzug der Marionetten
- Favorit
- Geh'n ma auf a Limonad, mars
- Gottfried Zanger, mars
- Gruss an Absam
- Herzkirschen-Polka
- I bin da Bua vom Donautal
- Ja, wenn i halt so blasen könnt, mars
- Johann Strauß-Marsch
- Jugendbanner, mars
- Leo Fall-Marsch
- Mädle ruck, ruck, ruck
- Marke Wien, mars
- Max und Moritz, polka
- Mein schönes Wien, mars
- Mein Wien wird nagelneu: "An allen Ecken und Enden..."
- Mühlbacher
- Oscar Strauß-Marsch
- Salto Mortale, galop
- Servus Wean, mars
- Tanzteufelchens Neckereien
- Tonleiterschreck, voor trombone solo en harmonieorkest
- Zillertaler Bauernwalzer
- Zillertaler Standschützen, mars
- Zwei Spitzbuben

### Kamermuziek
- Bimbos Traum, voor fagot en piano
- Blasteufelchen, voor trombone en piano
- Der Blasengel, wals voor trombone en piano
- Der Tüpferlreiter, polka voor trombone en piano
- Eysler-Marsch, voor koperensemble
- Festliche Musik, fanfare voor koperensemble
- Turm-Fanfare, fanfare voor koperensemble
- Ziehrer-Marsch, voor koperensemble

### Werken voor accordeonorkest
- Alles tanzt Polka, selectie

## Media
1. ↑  Bimbos Traum door Carina Kastner (eufonium) en de Musikverein Baumgartenberg. Gearchiveerd op 14 augustus 2023.

- Gemeinsame Normdatei: 139654534
- International Standard Name Identifier: 0000 0000 7278 9654
- MusicBrainz: 06a42e02-d67e-48d3-816f-9451170a3d8a
- Virtual International Authority File: 102517169
- WorldCat: E39PBJqqw6gK6WrqhV4vybkFKd